# Thunerseebahn
La Thunerseebahn (in italiano ferrovia del lago di Thun) è una linea ferroviaria a scartamento normale della Svizzera.

## Storia
Nel 1861 fu completata dalla Schweizerische Centralbahn la ferrovia Berna-Thun, con capolinea a Scherzligen, imbarcadero per i battelli sul lago di Thun.
Il 28 dicembre 1870 il canton Berna diede l'autorizzazione alla costruzione di una linea ferroviaria tra Därligen (altro porto sul lago di Thun) e Bönigen (sul lago di Brienz); nei progetti era pensata come prima parte di una ferrovia verso il Brünig. La prima sezione (Därligen-Interlaken) della Bödelibahn, come venne battezzata la linea, aprì il 12 agosto 1872; la seconda tratta, tra Interlaken e Bönigen, aprì il 1º luglio 1874. La linea era gestita dalla società Bödeli-Bahn-Gesellschaft (BB), costituitasi il 1º maggio 1874. La stessa società gestiva anche un servizio di traghettamento di carri merce sul lago di Thun, essendo la linea isolata dalle altre ferrovie elvetiche.
La concessione per la tratta Scherzligen-Därligen fu concessa nel 1890; l'anno successivo si costituì la società Thunersee-Bahn (TSB) con sede a Berna, per la costruzione e l'esercizio della stessa. La linea fu inaugurata solennemente il 30 maggio 1893.
Con delibera dell'assemblea sociale del 28 dicembre 1899 la BB fu assorbita (con effetto dal 1º gennaio 1900) dalla TSB: la TSB gestiva la BB già dal 1º maggio 1895.
Nel 1912 la TSB assorbì la Vereinigte Dampfschifffahrts-Gesellschaft für den Thuner- und Brienzersee (VDG), esercente la navigazione sui laghi di Brienz e Thun; a sua volta, l'anno successivo, la TSB fu assorbita dalla Berner Alpenbahn-Gesellschaft Bern-Lötschberg-Simplon (BLS).
La ferrovia fu elettrificata in due tempi: nel 1915 la tratta Thun-Spiez e nel 1920 la tratta Spiez-Bönigen.
Con l'orario estivo 1969 (in vigore dal 1º giugno) chiuse al traffico passeggeri la sezione finale tra Interlaken Est e Bönigen, sostituita da autobus; è rimasto in esercizio come raccordo di servizio il tracciato fino alle officine BLS.
Il 28 giugno 1914 entrò in servizio il raddoppio della tratta tra Spiez e Scherzligen (alle porte di Thun); il 27 ottobre 1988, in occasione delle celebrazioni del 75º anniversario della linea del Lötschberg, venne inaugurato il raddoppio della tratta Spiez-Faulensee, che permise di agevolare la circolazione nel nodo di Spiez.
Nel 1997 la BLS si fuse con la Gürbetal-Bern-Schwarzenburg-Bahn (GBS), la Bern-Neuenburg-Bahn (BN) e la Simmentalbahn (SEZ) nella BLS Lötschbergbahn, fusasi a sua volta nel 2006 con la Regionalverkehr Mittelland (RM) nella BLS AG.

## Caratteristiche
La linea, a scartamento normale, è lunga 27,95 km. La linea è elettrificata a corrente alternata con la tensione di 15.000 V alla frequenza di 16,7 Hz; la pendenza massima è del 15 per mille. È a doppio binario tra Thun e Faulensee.

### Percorso
| Continuation backward |

| Unknown route-map component "CONTgq" | Unknown route-map component "ABZg+r" |  |

|  | Unknown route-map component "ABZg+l" | Unknown route-map component "CONTfq" |

| Station on track |

| Unknown route-map component "KMW" |

| 137,59 |
| 0,06   |

| Unknown route-map component "eHST" |

| Unknown route-map component "eBHF" |

| Unknown route-map component "eHST" |

| Unknown route-map component "hKRZWae" |

| Unknown route-map component "eBHF" |

| Unknown route-map component "eHST" |

| Unknown route-map component "eHST" |

| Unknown route-map component "CONTgq" | Unknown route-map component "ABZg+r" |  |

| Station on track |

| Unknown route-map component "CONTgq" | Unknown route-map component "ABZgr" |  |

| Unknown route-map component "eBHF" |

| Enter and exit short tunnel |

| Enter and exit short tunnel |

| Non-passenger station/depot on track |

| Enter and exit short tunnel |

| Unknown route-map component "eBHF" |

| Unknown route-map component "eBHF" |

| Enter and exit short tunnel |

| Station on track |

| Unknown route-map component "hKRZWae" |

| Unknown route-map component "hKRZWae" |

| Unknown route-map component "KBHFa-L" | Unknown route-map component "BHF-R" |  |

| Unknown route-map component "CONTgq" | Unknown route-map component "ABZgr" | Straight track |  |  |

|  | One way leftward | Unknown route-map component "KRZu" | Unknown route-map component "CONTfq" |  |

|  | Unknown route-map component "xABZgl" | Unknown route-map component "KDSTeq" |

| Unknown route-map component "exHST" |

| Unknown route-map component "exhKRZWae" |

| Unknown route-map component "exKBHFe" |

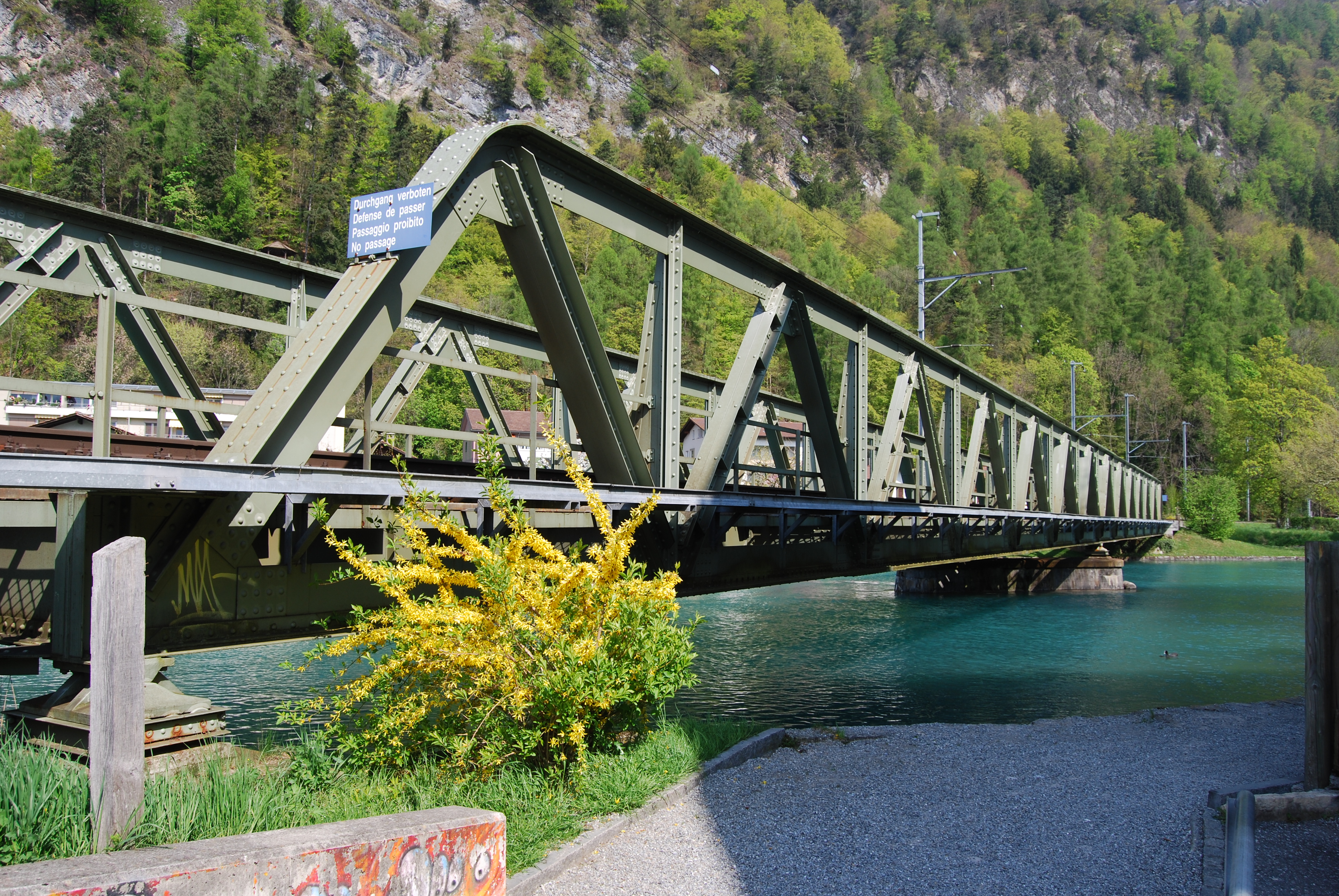
Ponte ferroviario nei pressi di Interlaken

La linea parte dalla stazione di Thun e segue la sponda ovest del lago di Thun, attraversando il fiume Kander nei pressi di Einigen. La ferrovia arriva quindi alla stazione di Spiez, da cui si diramano le linee per Zweisimmen e per Briga. La ferrovia continua quindi a seguire la sponda del lago, toccando Leissigen e Därligen prima di raggiungere la stazione di Interlaken Ovest. Dopo aver attraversato due volte l'Aar si arriva ad Interlaken Est, stazione comune alla linea del Brünig e alle ferrovie dell'Oberland bernese e capolinea del servizio passeggeri dal 1969. Lasciata Interlaken Est la linea proseguiva verso il lago di Brienz, superando il fiume Lütschine e facendo capolinea a Bönigen.